# Пјер Санфурш-Лапорт
Пјер Санфурш-Лапорт (24. март 1774 — 30. јун 1856) био је белгијски адвокат..